# Anita Valen
Anita Valen (Porsgrunn, Telemark, 12 de desembre de 1968) és una exciclista noruega. Va guanyar sis cops el campionat nacional en ruta i sis més el de contrarellotge, i va aconseguir una medalla de bronze al Campionat del Món en ruta.
Valen va competir als Jocs Olímpics d'Estiu de 2004 i 2008. La seva millor actuació als jocs és un 14è lloc a la cursa de carretera d'Atenes 2004. Al Campionat del Món del mateix any, va guanyar la medalla de bronze. Va ser campiona de Noruega en carretera i contrarellotge un total de dotze vegades. L'any 2000 va guanyar la classificació final del Tour de Bretanya i el 2005 va guanyar el clàssic holandès Holland Hills Classic. En aquell any va competir per a l'equip belga Flanders - Capri Sonne - T-Interim i en la seva última temporada ho va fer per a l'equip holandès Flexpoint.
És coneguda també amb el nom d'Anita Valen de Vries després del seu casament amb el ciclista neerlandès Gerrit de Vries.
La seva germana Monica també s'ha dedicat al ciclisme professionalment.

## Palmarès
- 1985
  -  Campiona de Noruega en ruta
  -  Campiona de Noruega en contrarellotge
- 2000
  - 1a al Tour de Bretanya
- 2002
  -  Campiona de Noruega en ruta
  -  Campiona de Noruega en critèrium
  - Vencedora d'una etapa al Women's Challenge
  - Vencedora d'una etapa al Tour de Feminin-Krásná Lípa
- 2003
  -  Campiona de Noruega en ruta
  -  Campiona de Noruega en contrarellotge
  -  Campiona de Noruega en critèrium
- 2004
  -  Campiona de Noruega en ruta
  -  Campiona de Noruega en contrarellotge
  - Vencedora d'una etapa al Giro de Toscana-Memorial Michela Fanini
- 2005
  -  Campiona de Noruega en ruta
  -  Campiona de Noruega en contrarellotge
  - 1a a la Holland Hills Classic
  - Vencedora d'una etapa al Gran Bucle
- 2007
  -  Campiona de Noruega en contrarellotge
- 2008
  -  Campiona de Noruega en ruta
  -  Campiona de Noruega en contrarellotge
  - Vencedora d'una etapa a la Volta a El Salvador